# 萍帕薇·克拉冰
萍帕薇·克拉冰（羅馬化：Pimpawee Kograbin，1989年3月28日—），小名Toon，是一名出生於曼谷的泰國女演員及模特兒。代表作有《對手的心》、《不情願的新娘》與《獵惡遊戲》等。

## 生平
Toon在1989年3月28日出生於泰國曼谷。其大學就讀於詩納卡寧威洛大學的社會傳播創新學院。

## 演藝經歷
2013年Toon於泰國靈異類情景劇《愛之魂》之中，以飾演Nan此一角色而出道。
2014年於電影《加班遇到鬼》中飾演Tan一角。
2014年與泰國第7電視臺簽約，在此期間拍攝了不少電視劇。其中的最著名角色為2018年《不情願的新娘》里的Pinmanee。之後漸為人熟知。
2020年其與7台的合約到期後，加入泰國第3電視臺。
2021年11月Toon加入3台後的首部參演電視劇《獵惡遊戲》於週三週四的黃金檔期播出，在該劇中飾演驍勇善戰的警花"Lalisa"。

## 個人生活

### 感情
2024年12月14日，Toon於個人Instagram分享圈外男友的求婚喜訊，兩人愛情已長跑13年。

## 影視作品

### 電視劇
| 首播年份 | 戲名              | 戲名        | 播放平台      | 角色                      | 備註 |
| 首播年份 | 譯名              | 原文名      | 播放平台      | 角色                      | 備註 |
| 2013年   | 《愛之魂》        |             | 泰國第5電視臺 | Nan                       | 配角 |
| 2014年   | 《老天有眼:室友》 |             | Ch7HD         | Baiyot                    | 主演 |
| 2015年   | 《孽愛囚情》      |             | Ch7HD         | Urasri                    | 主演 |
| 2015年   | 《對手的心》      |             | Ch7HD         | Ratee                     | 配角 |
| 2015年   | 《金沙別墅2015》  |             | Ch7HD         | Saowarat                  | 配角 |
| 2016年   | 《野牛領袖》      |             | Ch7HD         | Kwanta                    | 主演 |
| 2016年   | 《野牛領袖》      | Wangrung    | Ch7HD         |                           | 主演 |
| 2017年   | 《大岩石》        |             | Ch7HD         | Fon Boonluang             | 主演 |
| 2018年   | 《黑鷹殺手》      |             | Ch7HD         | Noppawan                  | 主演 |
| 2018年   | 《瑪雅親情》      |             | Ch7HD         | Namking                   | 配角 |
| 2018年   | 《不情願的新娘》  |             | Ch7HD         | Pinmanee （Pin）          | 配角 |
| 2020年   | 《魔法城堡》      |             | Ch7HD         | Warisara（Kay）[現代]     | 主演 |
| 2020年   | 《魔法城堡》      | Ploy [前世] | Ch7HD         |                           | 主演 |
| 2021年   | 《獵惡遊戲》      |             | Ch3Thailand   | Lalisa Pattarapreecha     | 配角 |
| 2023年   | 《劫心戀人》      |             | Ch3Thailand   | Sroiusa Suriyari （Sroi） | 配角 |
| 2023年   | 《花之囚籠》      |             | Ch3Thailand   | Sroifah                   | 主演 |

### 單元劇
| 首播年份 | 戲名                                    | 戲名   | 播放平台 | 角色      | 備註 |
| 首播年份 | 譯名                                    | 原文名 | 播放平台 | 角色      | 備註 |
| 2016年   | 《國王的榮譽之無光的太陽》              |        | Ch7HD    | Khangking | 主演 |
| 2024年   | 《Club Friday The Series 16: 愛與迷信》 |        | One 31   | Namfon    | 主演 |

### 電影
| 年份   | 上映日期                                     | 片名               | 角色 | 備註     |
| 2014年 | 2014年10月23日（泰國） 2015年3月13日（臺灣） | 《加班遇到鬼O.T.》 | Tan  |          |
| 2016年 | 2016年9月12日（泰國）                        | 《還很遠》         | Hana | MV微電影 |

## 獎項與提名
| 年份   | 頒獎典禮            | 獎項           | 入圍作品     | 結果 | 來源 |
| 2024年 | Maya TV Awards 2024 | 年度最佳女演員 | 《花之囚籠》 | 提名 |      |

## 外部連結
- 萍帕薇·克拉冰的Instagram帳戶（泰文）
- YouTube上的萍帕薇·克拉冰頻道（泰文）